# Krzysztof II
Krzysztof II (ur. 29 września 1276, zm. 2 sierpnia 1332) – król Danii w latach 1320−1326 i 1329−1332, uważany za jednego z najgorszych władców w historii tego kraju.
Krzysztof II był synem Eryka V Glippinga i bratem Eryka Menveda. Jego matką była Agnieszka (zm. 1304) córka Jana I margrabiego Brandenburgii z dynastii askańskiej (jej drugim mężem po śmierci Eryka V został Gerhard II hrabia Holsztynu). W 1315 z powodu wyjścia na jaw jego knowań mających na celu przejęcie tronu musiał uciekać z kraju. Jednak po śmierci Eryka Menveda, który jeszcze na łożu śmierci przestrzegał przed oddaniem władzy bratu, Krzysztof był jedynym legalnym spadkobiercą tronu i w roku 1320 został królem zadłużonej i targanej wewnętrznymi niepokojami Danii. Aby mogło do tego dojść, musiał podpisać zobowiązanie  oddające większość realnej władzy w ręce możnych i biskupstwa i zawierające (już w momencie podpisania nierealną) obietnicę spłaty długów zaciągniętych przez Eryka Menveda.
Bardzo aktywny w północnych Niemczech (Rostock), Krzysztof zapewnił sobie znaczne wpływy polityczne. Jednak uzyskanie pozycji lennika było tak kosztowne, że król zmuszony był (nielegalnie) ustanowić w kraju nowe podatki. Nieuchronnie doprowadziło to do buntu i powstania możnych w Jutlandii i Fionii. W tej sytuacji  w 1326 roku Krzysztof ponownie musiał ratować się ucieczką z Danii. Mimo zaciągnięcia ogromnej pożyczki i zbrojnej próby powrotu, król nie zdołał pokonać możnych i musiał powrócić do Niemiec. Panowanie jego przerwane zostało na trzy lata. Na tron wstąpił wówczas jedenastoletni Waldemar III.
W 1329 korzystając z zamieszania spowodowanego podziałem Danii między możnowładców Krzysztof powrócił na tron. Był jednak królem tylko z nazwy. Nigdy nie uzyskał realnej władzy − ta pozostała w rękach możnowładców-wierzycieli (głównie holsztyńskich hrabiów Gerarda i Jana) − ani nie pozbył się gigantycznego długu. Po śmierci Krzysztofa II w Danii rozpoczęło się trwające 8 lat bezkrólewie (zwane w podręcznikach historii tego kraju "czasem Gerarda i Jana").

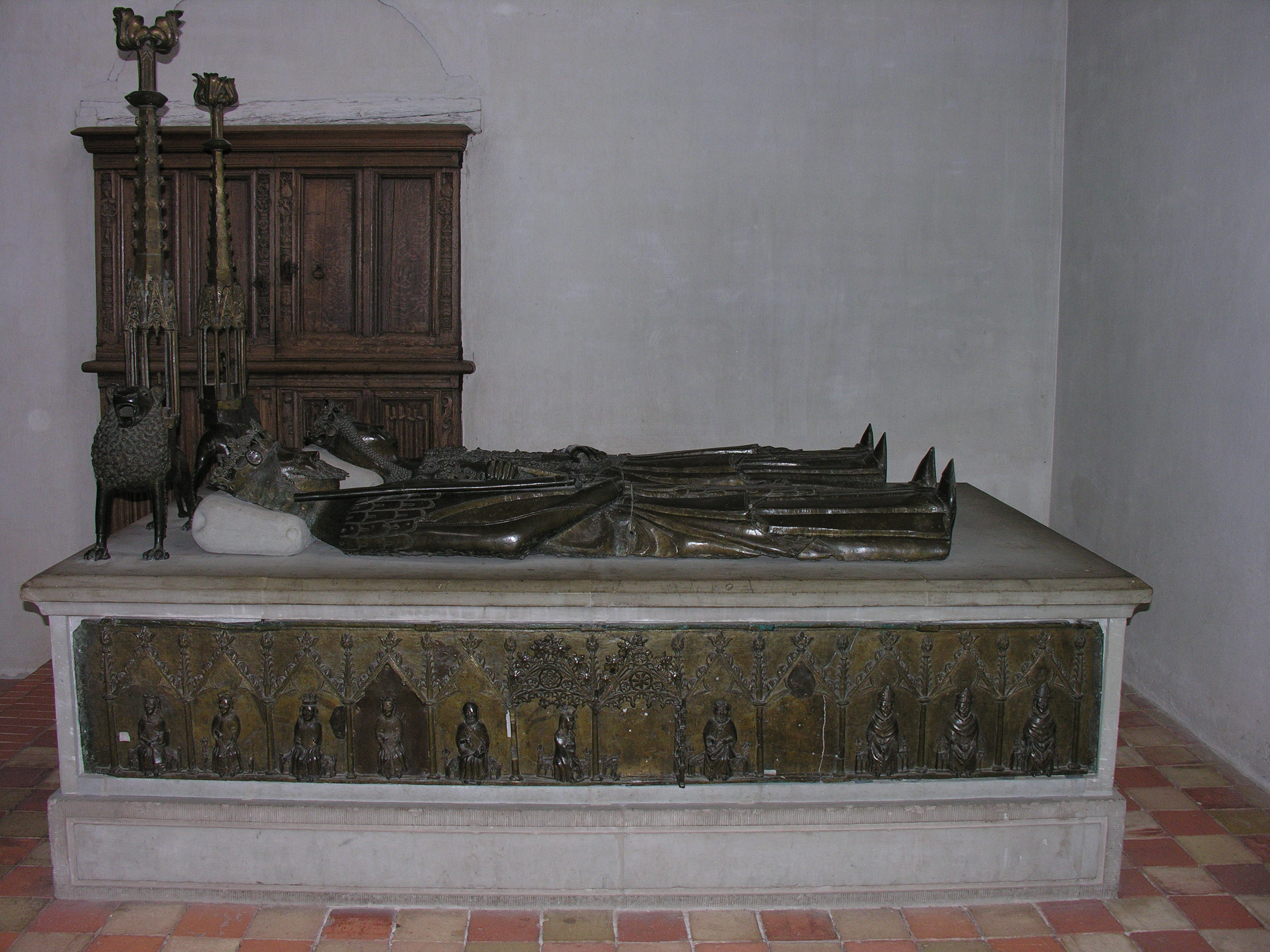
Grób króla Krzysztofa II i Eufemii wołogoskiej w kościele pocysterskim w Sorø, ok. 1360 r.

Żoną Krzysztofa II przed 1307 została Eufemia pomorska (zm. 26 lipca 1330), córka Bogusława IV księcia zachodniopomorskiego i wołogoskiego. Ich dziećmi byli:
- Małgorzata (ur. 1305, zm. 1340) – żona Ludwika, margrabiego brandenburskiego,
- Eryk (ur. 1307, zm. 1332) – koregent Danii,
- Otton (zm. po 1347) – rycerz zakonu krzyżackiego,
- Agnieszka (zm. 1312),
- Waldemar IV Atterdag (ur. 1320, zm. 24 października 1375) – król Danii,
- Jadwiga[1].

Król pochowany został w klasztorze cystersów w Sorø.
Brązowe, pełnopostaciowe wyobrażenie figuralne Krzysztofa II jest częścią wspólnego nagrobka (jego i jego żony, księżniczki wołogoskiej Eufemii) z ok. 1350 lub ok. 1360, znajdującego się w dawnym kościele klasztornym w Sorø.